# Fedele da Sigmaringen
Fedele da Sigmaringen, al secolo Mark Roy o Reyd (Sigmaringen, 1º ottobre 1577 – Seewis im Prättigau, 24 aprile 1622), è stato un missionario cappuccino tedesco attivo nelle zone protestanti dell'Europa centrale.
Fu aggredito e ucciso durante una rivolta anti-austriaca in Svizzera. Beatificato come martire nel 1729, fu proclamato santo da papa Benedetto XIV nel 1746.

## Biografia
Nato da una famiglia di origine fiamminga, studiò dapprima presso il collegio gesuita di Friburgo, dove si laureò in filosofia, poi presso l'università della stessa città, dove conseguì il dottorato in utroque jure (il 7 maggio 1611): iniziò a dedicarsi all'attività forense, ma rimase presto deluso da quella professione, così l'anno seguente decise di entrare, insieme a suo fratello, tra i cappuccini del convento di Friburgo (4 ottobre 1612) e venne ordinato sacerdote; approfonditi gli studi teologici a Costanza, divenne anche Padre guardiano del convento di Rheinfelden, poi di quello di Friburgo e infine di quello di Feldkirch.
Divenne presto celebre a causa di alcuni pamphlet anti-calvinisti ed anti-zwingliani (che non sono stati conservati), tanto che il vescovo di Coira nel 1614 gli richiese di formare un gruppo di frati missionari per cercare di contenere il dilagare delle idee protestanti nella sua diocesi. Fedele da Sigmaringen accolse la richiesta solo nel 1621 e l'anno seguente la pontificia Congregazione de Propaganda Fide (appena istituita) lo nominò Superiore delle missioni nei Grigioni: percorse tutta la regione predicando e suscitando conversioni, soprattutto durante la quaresima del 1622.
Il 24 aprile dello stesso anno, uscito di chiesa dove aveva appena terminato di celebrare la messa, venne aggredito dalla folla insieme a un gruppo di soldati austriaci e ucciso. La diffusione delle dottrine riformate nella regione, infatti, era avvenuta soprattutto in funzione anti-asburgica ed autonomista: allo stesso modo, l'Impero sosteneva il cattolicesimo soprattutto allo scopo di tutelare l'integrità del suo territorio e la supremazia della casa d'Austria.

## Culto
Papa Benedetto XIII lo ha proclamato beato il 24 marzo 1729 ed il 29 giugno 1746 è stato canonizzato da Benedetto XIV.
La sua memoria liturgica si celebra il 24 aprile (facoltativa).